# Pop a Bottle (Fill Me Up)
"Pop a Bottle (Fill Me Up)" é uma canção gravada pela cantora australiana Jessica Mauboy para seu terceiro álbum de estúdio, Beautiful (2013). A canção foi digitalmente lançada em 27 de setembro de 2013, como o segundo single do álbum. "Pop a Bottle (Fill Me Up)" foi escrito por Mauboy, Gino Barletta, Mario Marchetti e Bekuh Boom, e foi produzido por Marchetti. A canção recebeu críticas positivas dos críticos, que elogiaram seu som. "Pop a Bottle (Fill Me Up)" estreou no número dois no ARIA Singles Chart e número 33 no New Zealand Singles Chart. O vídeo musical foi filmado em vários locais em torno de Wollongong e apresenta Mauboy passando o seu tempo com as amigas.

## Antecedentes e produção
"Pop a Bottle (Fill Me Up)" foi escrito por Jessica Mauboy, Gino Barletta, Mario Marchetti e Bekuh Boom, e foi produzido por Marchetti.  Mauboy falou sobre a canção em uma entrevista com a Take 40 Australia, dizendo:"É uma música muito divertida e colorida ... Ela fala sobre ser apenas um tomador de risco, e apenas deixando-se solta. E eu acho que isso é apenas parte da minha personalidade que eu gostaria de expressar. Ser capaz de ter um pouco de uma piada ... e um pouco de risada."  "Pop a Bottle (Fill Me Up)" foi disponibilizado para compra digitais em 27 de setembro de 2013. 

## Recepção da crítica
Chris Urankar da revista InStyle descreveu a canção como um "verão, hino de rádio pronto", enquanto um escritor da Take 40 Australia chamou-lhe "um hino de festa incrível!." Um escritor de MusicFix elogiou  "Pop a Bottle (Fill Me Up)" como uma "jam divertida de fim de semana" e previu a música para ser mais um sucesso para Mauboy.  Mike Wass do Idolator escreveu que a faixa "se sente como um ajuste ainda melhor" para Mauboy que seu single anterior "To the End of the Earth".  "Pop a Bottle (Fill Me Up)" estreou no número dois no ARIA Singles Chart em 7 de outubro, e se tornou sexto single entre os dez melhores de Mauboy.
 Na mesma semana, a canção estreou no número 33 na New Zealand Singles Chart.

## Promoção
O videoclipe foi filmado em vários locais ao redor de Wollongong, incluindo Bald Hill, North Gong Beach e Sea Cliff Bridge, em agosto de 2013.  Em 18 de setembro, um teaser de um minuto do vídeo foi carregado para o YouTube, com cenas de Mauboy em uma festa ao ar livre. O vídeo oficial foi lançado em 25 de setembro. O vídeo começa com Mauboy em seu camarim se preparando para uma sessão de fotos. Ela decide deixar o rebento depois de receber um telefonema de suas amigas. À medida que a música começa, Mauboy é vista cantando em uma calçada perto da praia, enquanto espera para os seus amigos irem buscá-la. Quando eles chegam, ela fica no banco de trás do carro e continua cantando. Mauboy e seus amigos são, então, visto em uma colina dançando e tirando fotos. Como o vídeo muda para a noite, eles chegam em uma festa ao ar livre.  Mike Wass do Idolator descreveu o vídeo como "um caso bastante simples", e observou que Mauboy "parece muito e há algum cenário agradável".  Um escritor do Take 40 Australia elogiou Mauboy para manter o vídeo na página nomial "ao contrário de muitos artistas nos dias de hoje".  Chris Urankar da InStyle revista observou que no vídeo, ela está "em modo de festa enpolgada".  Mauboy cantou "Pop a Bottle (Fill Me Up)", durante a quinta temporada de The X Factor Austrália em 30 de setembro. 

## Faixas e formatos
- Digital download[4]

1. "Pop a Bottle (Fill Me Up)" – 3:43

## Desempenho nas tabelas musicais
| Posições (2013)                   | Melhor posição |
| --------------------------------- | -------------- |
| Austrália (ARIA)                  | 2              |
| Nova Zelândia (Recorded Music NZ) | 33             |

| País             | Certificação |
| ---------------- | ------------ |
| Austrália (ARIA) | Ouro         |

## Release history
| País          | Data                   | Formato          | Gravadora            |
| ------------- | ---------------------- | ---------------- | -------------------- |
| Austrália     | 27 de Setembro de 2013 | Digital download | Sony Music Australia |
| Nova Zelândia | 27 de Setembro de 2013 | Digital download | Sony Music Australia |